# Liste der Naturdenkmale in Steinheim (Westfalen)
Die Liste der Naturdenkmale in Steinheim nennt die Naturdenkmale in Steinheim im Kreis Höxter in Nordrhein-Westfalen.

## Naturdenkmale
| Nummer | Bezeichnung                      | Gemarkung   | Flurstück   | Lage | Bemerkung | Bild |
| ------ | -------------------------------- | ----------- | ----------- | --- | --------- | ---- |
| 1      | Basaltbruch                      | Sandebeck   | 9;314       | Im Uhlenberg südlich Sandebeck. 51° 48′ 53,6″ N, 8° 59′ 6,7″ O                                                        |           |      |
| 2      | Riesendoline bei Gut Wintrup     | Sandebeck   | 5;18        | nach Süden geneigte halbkreisförmige Geländemulde in Ackerfläche. Durchmesser ca. 70 m. 51° 50′ 19″ N, 8° 59′ 25,8″ O |           |      |
| 3      | Der weiße Stein                  | Sandebeck   | 10;15       | Muschelkalkfels östlich von Sandebeck. 51° 49′ 18,1″ N, 8° 59′ 47″ O                                                  |           |      |
| 4      | Dolinenlandschaft am Frankenberg | Vinsebeck   | 1;16        | Nordöstlich von Gut Wintrup (Sandebeck). 51° 50′ 29″ N, 8° 59′ 48,8″ O                                                |           |      |
| 5      | Sommerlinde                      | Vinsebeck   | 2;134       | Am Weg zum Frankenberg. 51° 50′ 42″ N, 9° 1′ 30″ O                                                                    |           |      |
| 6      | Hainbuche                        | Vinsebeck   | 2;145       | Am Weg zum Frankenberg. 51° 50′ 39,2″ N, 9° 1′ 16,5″ O                                                                |           |      |
| 7      | Stieleiche                       | Vinsebeck   | 2;292       | Westlich vom Sägewerk am linken Ufer des Heubaches. 51° 51′ 14,8″ N, 9° 1′ 22,4″ O                                    |           |      |
| 8      | Tümpel mit Röhrichtzone          | Vinsebeck   | 5;180       | Alte Mergelgrube gegenüber dem Klärwerk, östlich der Siedlung. 51° 50′ 34,4″ N, 9° 2′ 43,1″ O                         |           |      |
| 9      | 1 Stieleiche, 1 Bergulme         | Ottenhausen | 3;186       | An der Kante eines Hohlweges westlich der Ortschaft. 51° 52′ 0,1″ N, 9° 2′ 7,1″ O                                     |           |      |
| 10     | 1 Robinie                        | Eichholz    | 5;102       | Südlich der Ortschaft Hintereichholz; Unterführung Wirtschaftsweg und Bahndamm. 51° 50′ 18,7″ N, 9° 4′ 12,5″ O        |           |      |
| 11     | 1 Sommerlinde                    | Eichholz    | 2;65        | Am Wirtschaftsweg beim Stationskreuz westlich der Bahnlinie. 51° 51′ 15,2″ N, 9° 4′ 33,4″ O                           |           |      |
| 12     | Alte Mergelkuhle                 | Hagedorn    | 1;16        | 200 m südwestlich Karlensiek. 51° 51′ 17,5″ N, 9° 10′ 11,7″ O                                                         |           |      |
| 13     | 1 Stieleiche                     | Rolfzen     | 1;67        | Nördlich Schloss Thienhausen. 51° 51′ 0,4″ N, 9° 7′ 47,2″ O                                                           |           |      |
| 14     | Stieleiche                       | Rolfzen     | 1;42,82,122 | Südost-Ecke des Hofgrundstückes von Schloss Thienhausen. 51° 50′ 52,7″ N, 9° 7′ 43,2″ O                               |           |      |